# Dłusko Gryfińskie
Dłusko Gryfińskie [ˈdwuskɔ ɡrɨˈfiɲskʲɛ] (tiếng Đức: Linde) là một ngôi làng ở quận hành chính của Gmina Banie, trong Gryfino County, Zachodniopomorskie, ở tây bắc Ba Lan. Nó nằm khoảng 10 kilômét (6 mi)   phía nam Banie, 29 km (18 mi) về phía đông nam Gryfino và 45 km (28 mi) phía nam thủ đô khu vực Szczecin.
Trước năm 1945, khu vực này là một phần của Đức. Đối với lịch sử của khu vực, xem Lịch sử của Pomerania.